# Clorur d'estany(II)
El clorur d'estany(II) és una sal inorgànica de forma sòlida cristal·lina de color blanc. La seva fórmula molecular és SnCl₂. Forma un dihidrat estable, així que sovint s'escriu SnCl₂·2H₂O. El SnCl₂ és un agent reductor que s'utilitza molt sovint en solucions àcides. És tòxic en cas d'ingestió o inhalació.